# Odiellus pictus
Odiellus pictus is een hooiwagen uit de familie echte hooiwagens (Phalangiidae).